# 联豫
联豫（1858年—1915年後？），字建侯，王氏，内务府汉军正白旗人（家族属内务府正白旗汉姓满洲旗人）。是清朝的最后一任驻藏大臣。

## 生平
景山官學生，同治九年捐監生。光绪十六年至十九年，以浙江候補同知任駐法国使馆隨員三年，受嘉奖。二十一年，以知府衔赴江南处理对外交涉事务。二十八年，河南道監察御史。三十年，任四川雅州府（今雅安市）知府。光绪三十一年（1905年），授副都统衔，派为驻藏帮办大臣（前任鳳全，殉难）。三十二年（1906年），接替有泰为驻藏大臣，张荫棠同时被任命为驻藏帮办大臣。联豫在张荫棠整顿藏务的基础上继续推行新政，旨在加强对西藏政治、经济、文化等方面的治理。宣统元年，朝廷电寄联豫，“該大臣駐藏日久。情形熟悉。辦理尚稱妥協。現在藏務重要。亟宜及時籌畫。以維大局。遇有緊要事件。盡可隨時奏明請旨”（据《清實錄宣統朝政紀》）。宣统二年（1910年），鍾穎統帥二千餘名川軍抵藏，十三世达赖喇嘛逃往英属印度，聯豫奏報朝廷，褫奪了達賴喇嘛的名號和部分官員的官階品第。与此同时聯豫起用左參贊羅長裿，在川滇邊務大臣趙爾豐川軍的配合下率軍攻佔波密，消灭了波密土王，并试图进一步改土归流。但随后辛亥革命爆发，驻拉萨清军发生动乱，發展成為第一次驅漢事件，联豫于次年（1912年）离开西藏经印度回到漢地，清朝驻藏大臣制度终结。联豫在驻藏大臣任上达六年。
1912年春，联豫家眷随前末任成都将军玉昆（字石轩，光绪二十八年涼州副都統（参见涼州將軍））从四川回京，在夔州府被扣留，胞兄联震（字旉青）呈文时国务院总理请予释放，后被释。
有现代版《联豫驻藏奏稿》（1979）。与内务府正黄旗满洲、光緒五年（1879）己卯科舉人葉赫顏札氏毓俊（字赞臣）相唱和；联豫出使欧洲时，毓俊赠诗《送王建侯司马（联豫）使泰西》（载毓俊《友松吟館詩鈔》）。

## 家庭
王氏家族乃清内务府皇商世家，其家族早期成员多亦官亦商。
- 始祖王永盛。“王永盛，正白旗包衣旗鼓人，世居遼陽地方，來歸年分無考。其孫王濟民原任知州，王恵民原任主事。曾孫王慎徳現任員外郎，王熹徳、王恒徳俱現係舉人，王令徳原任通判。……五世孫二格現任八品官，王瑞、王琮俱現任都司”（载《八旗滿洲氏族通譜》卷75）。
- 世祖。
- 太高祖王恵民（又八十八），内务府主事。胞兄王济民。
- 高祖王慎德，内务府慎刑司郎中、太仆寺卿，曾任内务府正黄旗包衣第五叅領第一旗鼓佐領（卒于任，载《钦定八旗通志》）。妻王氏，徐氏。
  - 胞弟王至德。其子同文。
  - 同辈：王恒徳，乾隆元年（1736）丙辰科武举人（时隶内务府正白旗包衣第四㕘领第一旗鼓佐领、二等侍卫珠成额佐领下，载《钦定八旗通志：武举》）。
  - 同辈：乾隆十七年（1752年）壬申恩科进士王懿德 (乾隆進士)（时隶内务府正白旗第四㕘领第一旗鼓佐领庆恩、海福佐领下）。其女王佳氏，嫁正蓝旗奉恩將軍明該（胞兄固山貝子明韶，系道光十八年（1838年）戊戌科进士宗室靈桂之曾祖）。
- 曾祖王站柱（又王站住，字曉蒼，号桂舟、桂州），乾隆十二年（1747）丁卯科舉人（时隶内务府正白旗包衣第四㕘领第一旗鼓佐领庆恩佐领下，载《钦定八旗通志：文举》）、云南大理府知府、乾隆48年湖南布政使[3]、乾隆48年-55年四川布政使[4]，著《桂舟游草》，编并序《不药良方》（中医类）。曾祖母梁氏。
  - 胞兄观柱，内务府郎中，管理造办处事务。
- 祖父王鶴齡。祖母楊氏（父内务府正黄旗汉军、兵部侍郎虔礼宝，即光緒十五年（1889年）己丑科进士杨钟羲高祖。胞侄女杨氏，嫁内务府镶黄旗满洲、嘉庆己卯科翻译进士葉赫那拉氏興泰 (繙譯進士)，其孙清末军机大臣那桐）。
  - 胞兄江苏布政使、广西布政使王長齡。
  - 胞姊王氏，嫁内务府正黄旗蒙古石氏豫順（父乾隆二十六年(1761)辛巳恩科進士嵩貴），其子嘉慶戊辰科進士榮慶 (嘉慶進士)。
- 父王氏。其：
  - 胞兄王景成（字梅臣）。其女王氏，嫁內務府正白旗滿洲、咸豐壬子恩科進士輝發納喇氏文彬 (中国)。子王聯泰（字東屏），娶蘇完富察氏（父内務府正白旗滿洲、道光丁未進士錫榮）。
  - 胞兄王貴成（字仲和），王奎成（字星輔）。
  - 胞姊王氏，嫁鑲黄旗滿洲、道光五年乙酉顺天乡试举人鈕祜祿氏薩炳阿（胞兄道光15年[1835]乙未恩科顺天乡试举人薩明阿（字旭如，号鏡湖）；生父吏部笔帖式图沁，养父銮仪卫治仪正圖敏；胞叔給事中圖翰，其子嘉慶戊辰舉人、伊犁將軍薩迎阿；生祖父漕運總督兼兵部尚书毓奇，养祖父銮仪卫冠军使毓宁）。
- 胞兄聯堃（字厚山），清末广东韶州府知府；清东陵被盗后，任东陵复葬总办（进士宗室宝熙子宗室志林为帮办）。聯震（字旉青）。